# Cephalocera xerophila
Cephalocera xerophila är en tvåvingeart som beskrevs av Hesse 1969. Cephalocera xerophila ingår i släktet Cephalocera och familjen Mydidae. Inga underarter finns listade i Catalogue of Life.